# تپه قوچی
تپه قوچی مربوط به هزاره اول قبل از میلاد تا دوران‌های تاریخی پس از اسلام است و در شهرستان قروه، بخش ییلاق، روستای علی‌آباد واقع شده و این اثر در تاریخ ۱۱ مهر ۱۳۸۳ با شمارهٔ ثبت ۱۱۱۶۶ به‌عنوان یکی از آثار ملی ایران به ثبت رسیده است.